# Phytolacca octandra
Phytolacca octandra är en kermesbärsväxtart som beskrevs av Carl von Linné. Phytolacca octandra ingår i släktet kermesbärsläktet, och familjen kermesbärsväxter. Inga underarter finns listade i Catalogue of Life.